# Spermophilus alashanicus
Spermophilus alashanicus е вид бозайник от семейство Катерицови (Sciuridae).

## Разпространение
Видът е разпространен в Китай (Вътрешна Монголия, Гансу, Нинся, Цинхай, Шанси и Шънси) и Монголия.